# Fish Camp
Fish Camp è un census-designated place (CDP) degli Stati Uniti d'America, situato nello stato della California, nella contea di Mariposa.